# 粗腿厚纹蟹
粗腿厚纹蟹（学名：Pachygrapsus crassipes）为方蟹科厚纹蟹属的动物。分布于朝鲜、日本、美国太平洋沿岸以及中国大陆的广东、福建、浙江等地，生活环境为海水，多栖息于潮间带岩滩上。